# Öråkers herrgård
Öråkers herrgård är ett gods i Stockholms-Näs socken i Upplands-Bro kommun. Öråker ligger vid östra sidan av Lennartsnäshalvön och gränser till Mälarfjärden Görväln. Nuvarande huvudbyggnad uppfördes troligen i början av 1790-talet, de båda flyglarna härrör från 1600-talet. Idag är Öråker en välbevarad herrgårdsmiljö som ägs och drivs av samma släkt sedan 1831.

## Historik

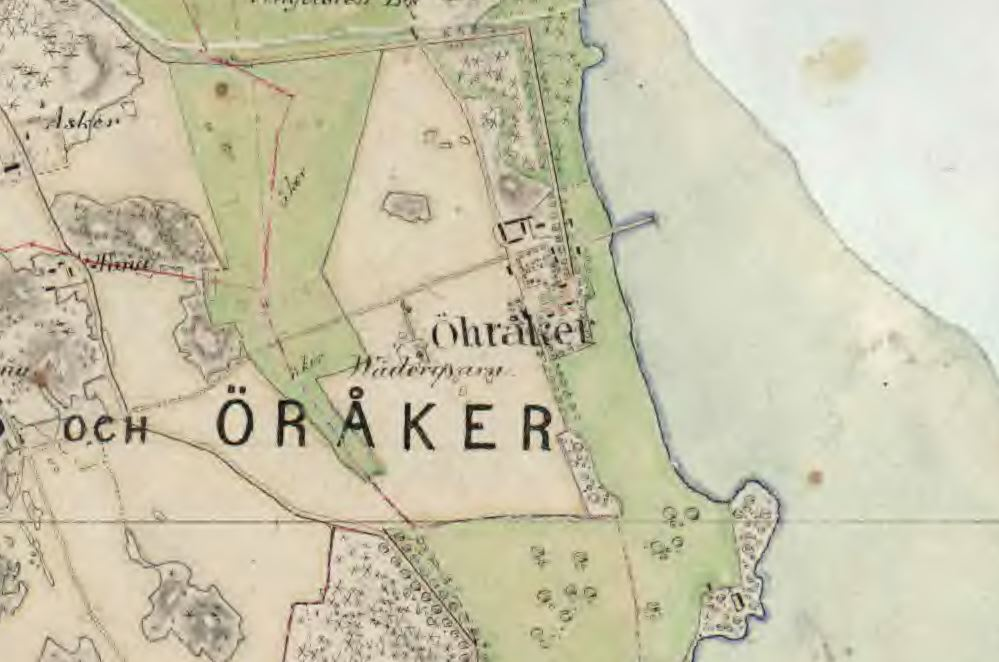
Öråker på Häradsekonomiska kartan, 1890-talet.

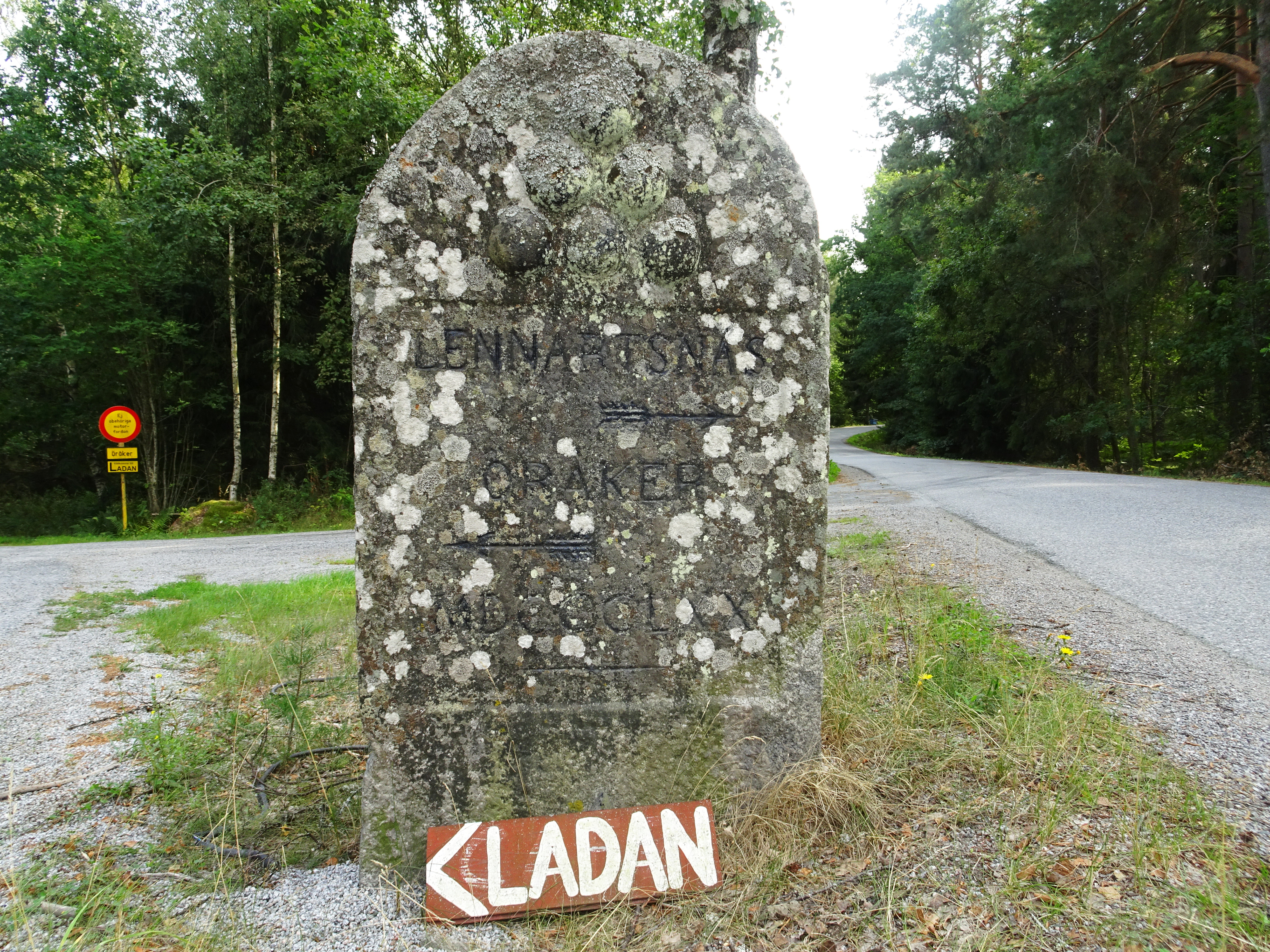
Vägmärke "Lennartsnäs" och "Öråker" samt årtal "MDCCCLXX" (1870).

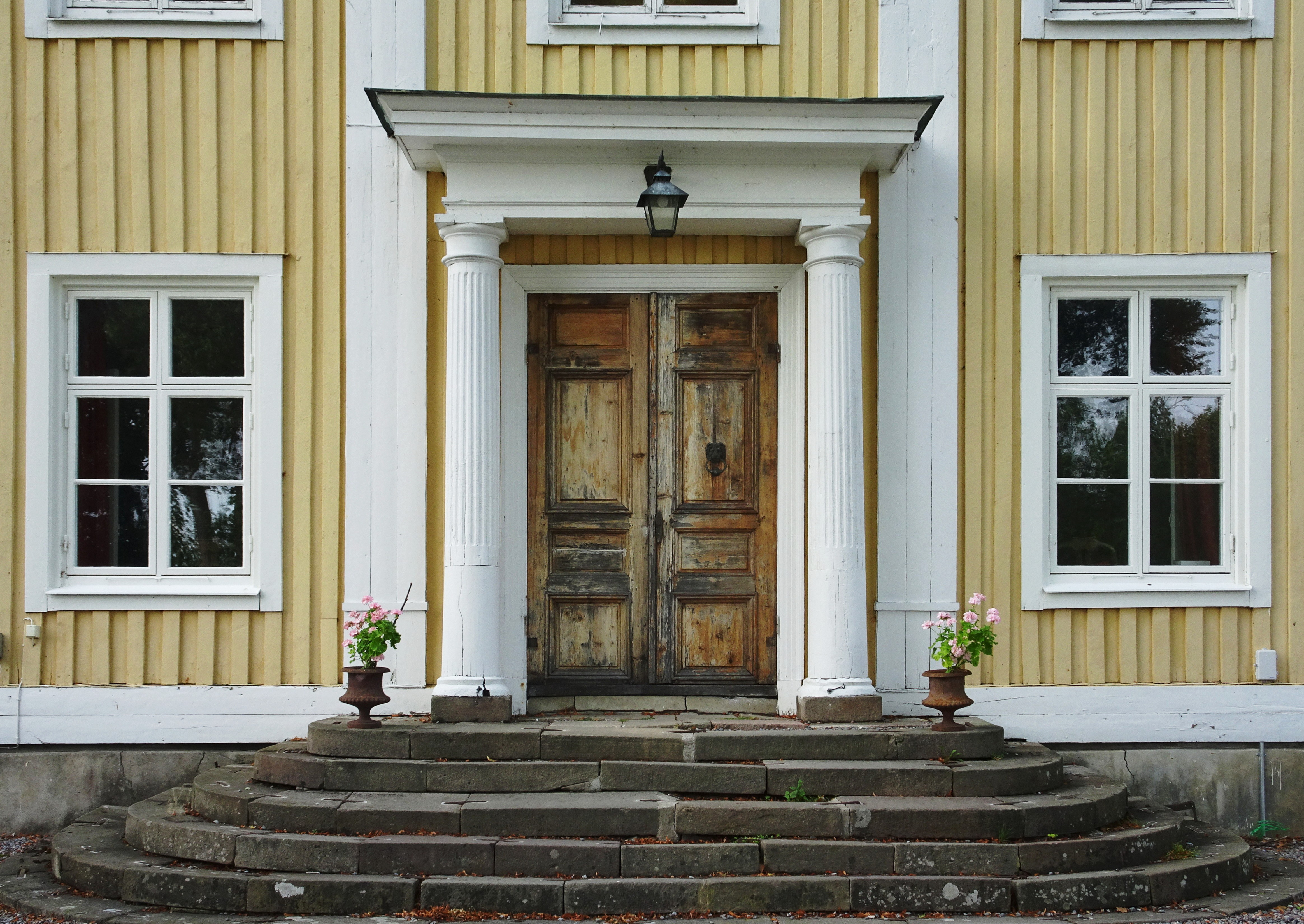
Huvudbyggnadens entré.

Trakten kring Öråker var bebodd redan under bronsåldern som flera gravfält och gravrösen kan vittna om. I närheten återfinns även resterna efter medeltidsbyarna Tuna och Asker. Öråker omnämns första gången i skrift 1364 då gården skänktes av riddaren Anund Jonsson (Lejonansikte) till Vadstena kloster. Egendomen stannade inom klostret fram till Gustav Vasas reduktion på 1500-talet. Därefter är Öråkers historia osäker.
På 1750-talet ägdes Öråker av en ”generalinna” Märta Bonde, född Koskull, som dog där. På 1770-talet ägdes gården av en Carlschöld. Efter ett flertal ägarbyten förvärvades gården 1790 av köpmannen och brukspatron Bengt Magnus Björkman. Han lät uppföra nuvarande huvudbyggnad sedan den ursprungliga brann ner tio år tidigare. Han var en av Sveriges mest förmögna industriidkare under senare delen av 1700-talet. Utöver Öråker ägde han ett stort antal egendomar i Sverige och Finland, bland dem Görvälns slott som ligger mittemot Öråker i dagens Järfälla kommun.
Öråker såldes 1805 till krigsrådet Carl Adolf Wahrenberg. Från och med 1831 ingick Öråker i säteriet Lennartsnäs, den närbelägna granngården i söder, som hade köpts av greve Pehr Gustaf af Ugglas. Han överlät samma år både Lennartsnäs och Öråker till sin son friherre Curt Gustaf af Ugglas som var landshövding i Östergötlands län och 1867-1870 även Sveriges finansminister. Efter hans död 1895 blev dottern Lizinka Dyrssen, född af Ugglas, och gift 1888 med amiral Wilhelm Dyrssen ägare till Öråker. (Från 1891 till 1902 arrenderades Öråker av Ferdinand Leissner som tidigare varit föreståndare för Stockholms läns lantbruksskola på Hässelby och Djursholm.)
År 1923, när Wilhelm Dryssen tog avsked från kustflottan, flyttade paret permanent till Öråker. Efter Wilhelms död 1929 gick Öråker till den yngre sonen Magnus ”Manne” Dyrssen. Han stupade i Finland 1940 och därefter övertog hans bror Gustaf Dyrssen egendomen sedan han löst ut sin mor. Sedan dess har gården funnits i samma familj.

## Bebyggelsen

### Huvudbyggnad
Ursprungligen låg huvudbyggnaden längre ner mot Mälaren. Efter att den totalförstördes i en brand 1780 uppfördes en ny huvudbyggnad något längre inåt land men i samma huvudaxel som tidigare. Enligt traditionen skulle huset vara upptimmrat i Finland, möjligen på Åland, och sedan fraktats över till Sverige för att sammansättas på tomten. Denna tradition följer flera av Björkmans många gårdar.
Den nya mangården har en längd av sju fönsteraxlar och fasader klädda med gulmålad panel som delas upp av vitmålade pilaster. Långsidorna accentueras av var sin frontespis i tre våningar som kröns av ett tympanonfält med runt fönster. Från och med 1902 och påföljande åren renoverades huset under medverkan av slottsarkitekten Agi Lindegren och museimannen Gustaf Upmark den yngre. 1918 fick huvudbyggnaden elektricitet och 1925 vatten och avlopp.

### Flyglar och ekonomibyggnader
Ursprungligen flankerades huvudbyggnaden av fyra fristående flyglar, två gulmålade och två rödmålade. De rödmålade revs 1904 respektive 1910. De gulmålade är bevarade och härrör troligen från 1600-talet. Norr om huvudbebyggelsen finns ett timrat och rödmålat magasin som är gårdens äldsta byggnad, troligen från 1600-talet. Ännu längre norrut och väster om infartsvägen låg ladugårdsfyrkanten bestående av ladan, logen, lidret och stallet. Hela anläggningen brann ner i maj 1935 och ersattes sedan av den stora ladan med murad och putsad bottenvåning och rödmålad överdel som står där idag.

### Öråkers väderkvarn
Väster om corps de logi märks gårdens väderkvarn som byggdes 1855 (enligt vindflöjeln 1856) när Curt Gustaf af Ugglas var ägare. Den är av typen Holländare och hade sex vingar. I slutet av 1800-talet togs den ur drift sedan samtliga vingar blåste av under en storm. Idag är kvarnhuset om- och tillbyggt till en modern villa som sedan 1997 bebos och ägs av familjen Östlund/Dannert.

## Verksamhet
Egendomen består av cirka 275 hektar mark, varav 150 hektar jordbruk, 75 hektar skog och 40 hektar betesmark. På gården bedrivs jordbruk, hästhållning, kor, får, ekologiska odlingar, jakt och skogsbruk. I den stora ladan norr om huvudbyggnaden finns idag bland annat ett café, keramikverkstad, antikaffär, secondhandkläder för barn och flera mindre butiker. Idag drivs gården av Ebba Horn af Åminne (född 1970) tillsammans med sin man Benjamin Craven (född 1973).

## Bilder

Några av Öråkers byggnader
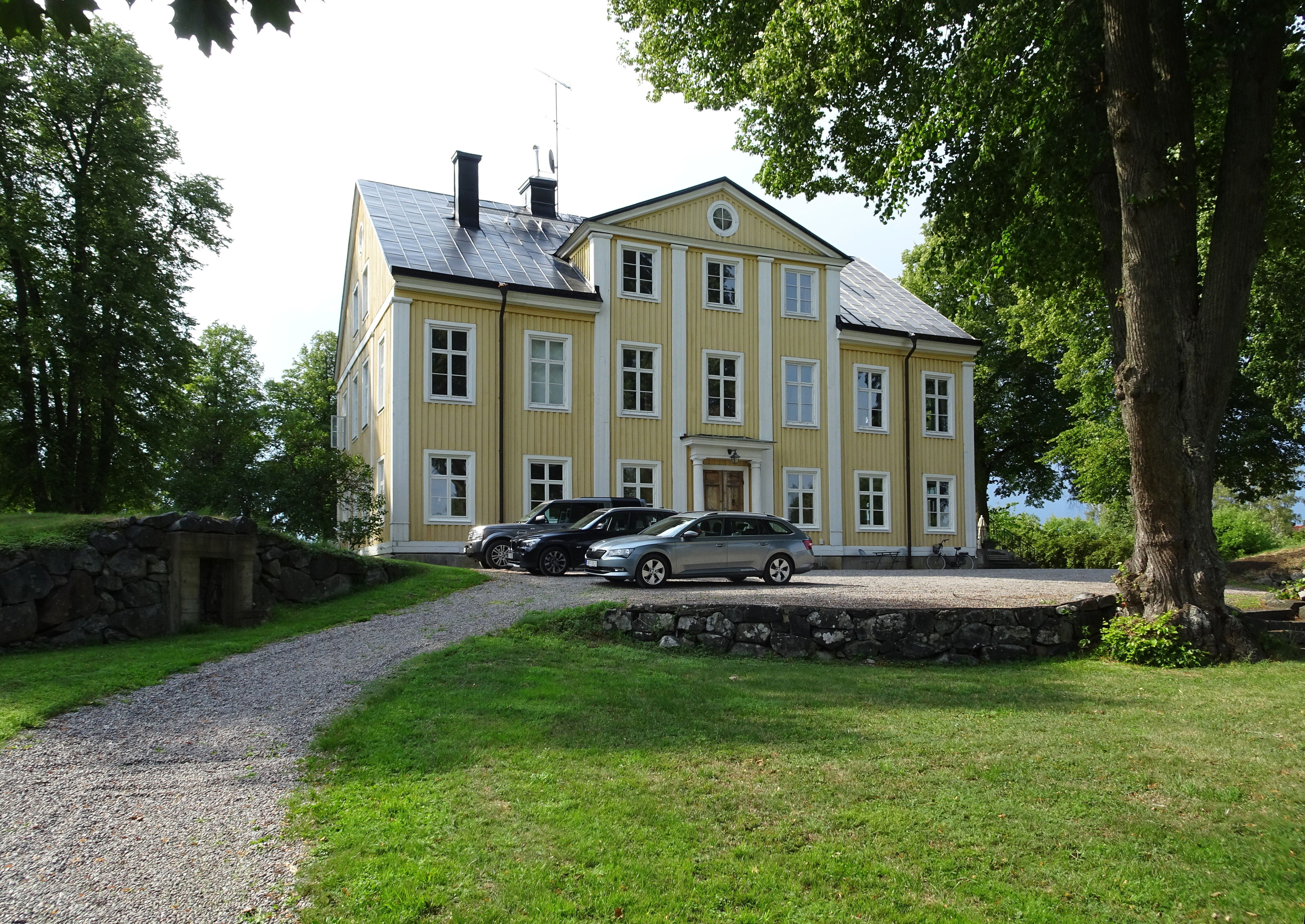
Huvudbyggnad
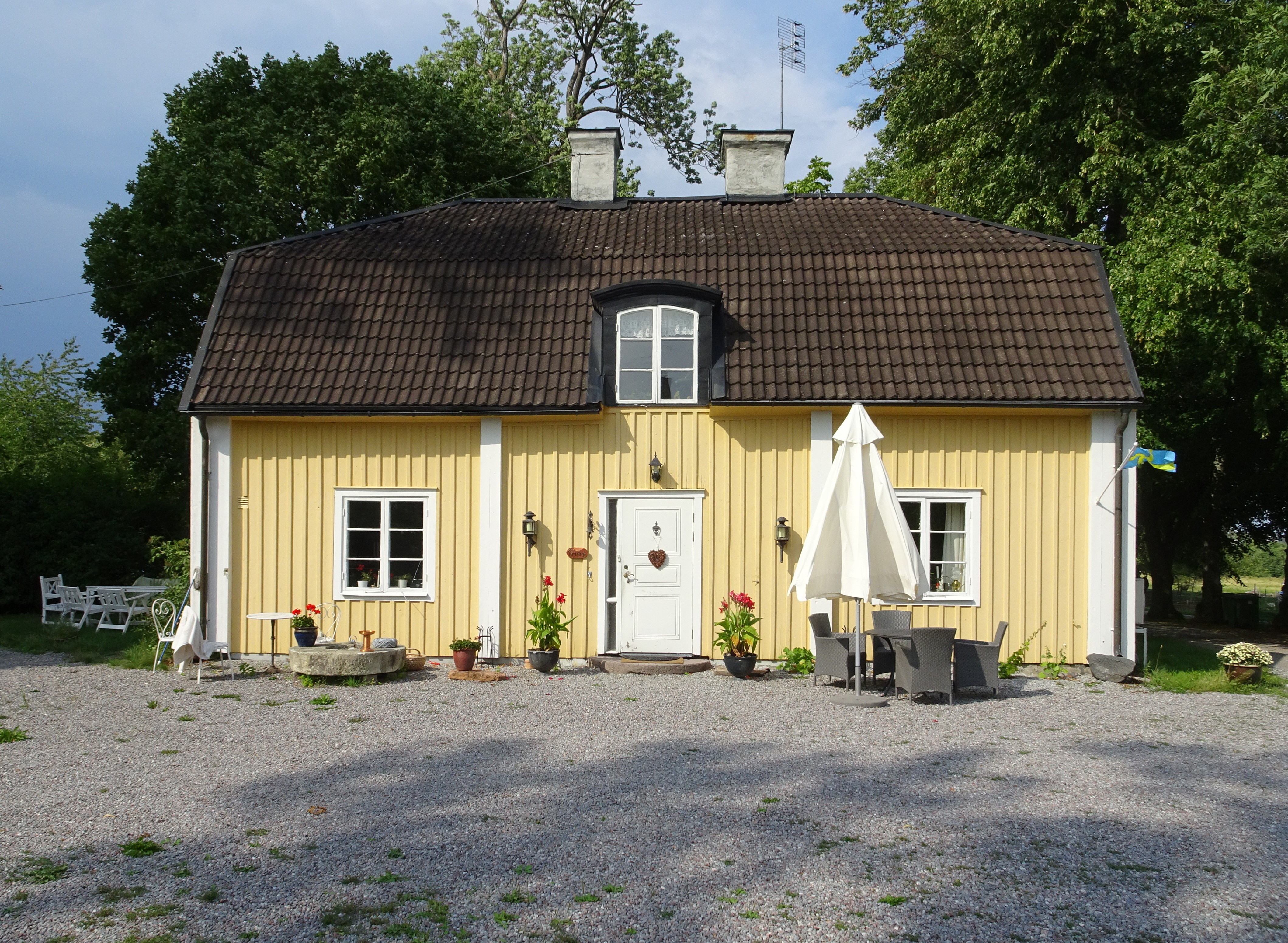
Södra flygeln
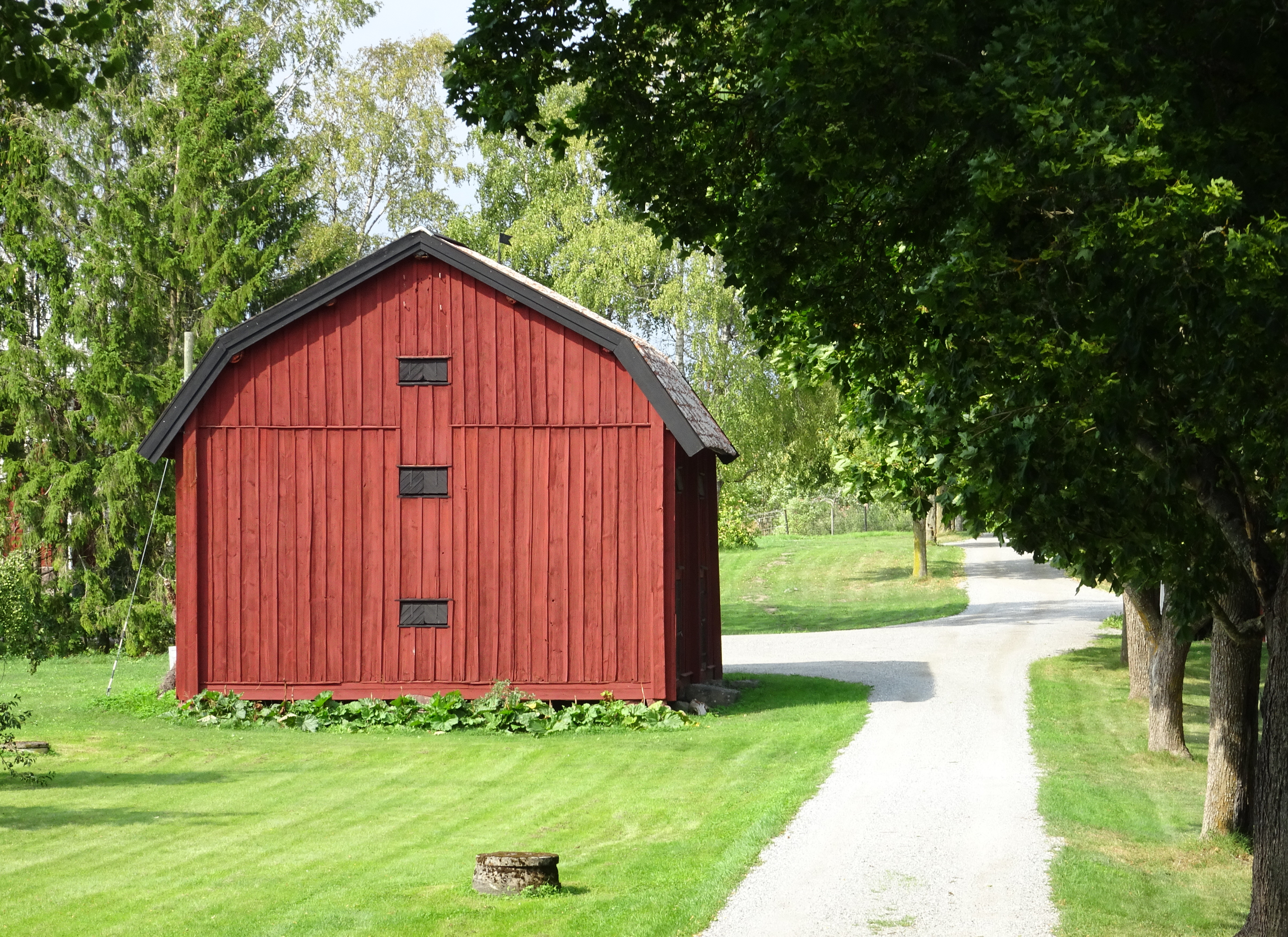
Magasin
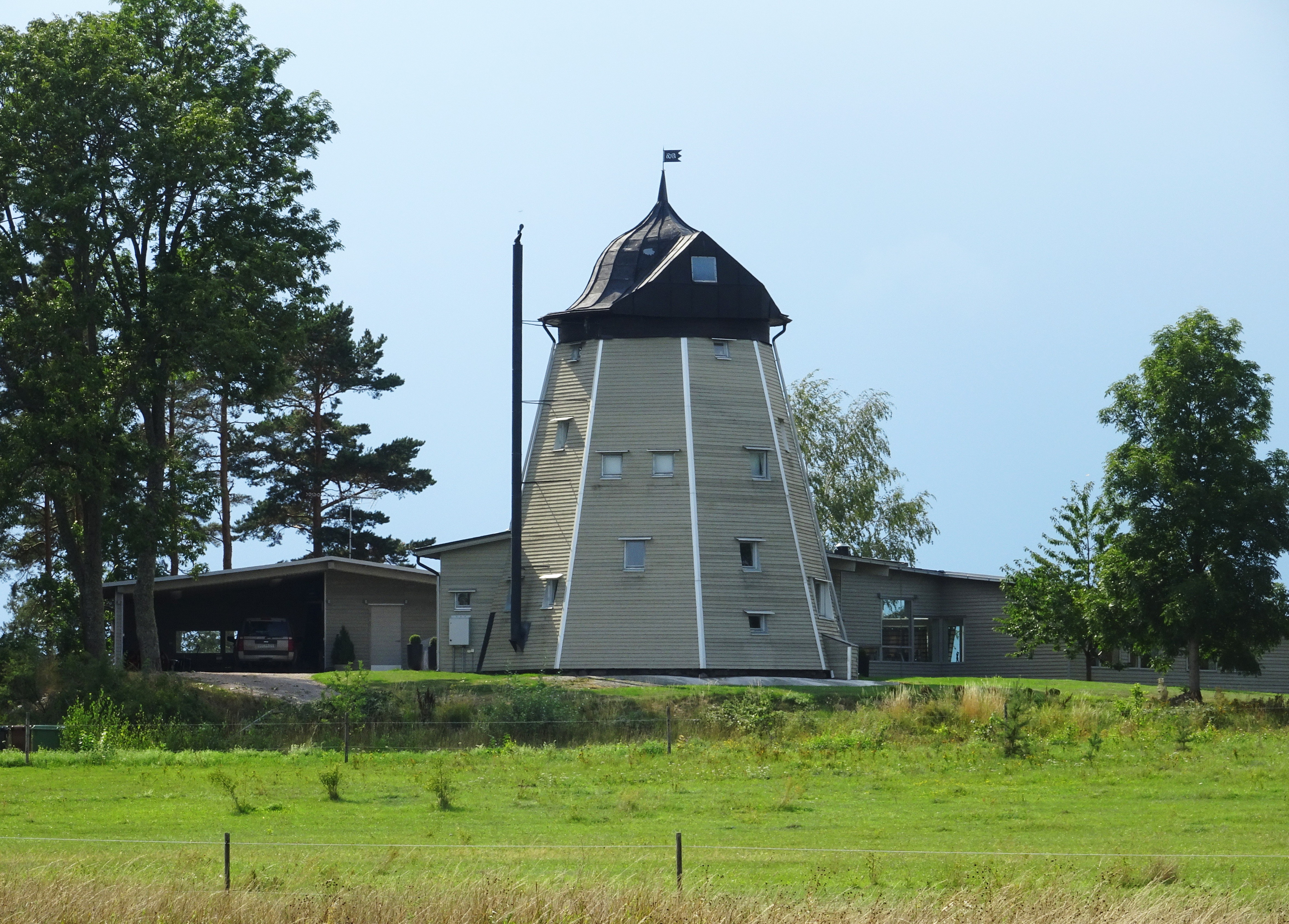
Väderkvarnen
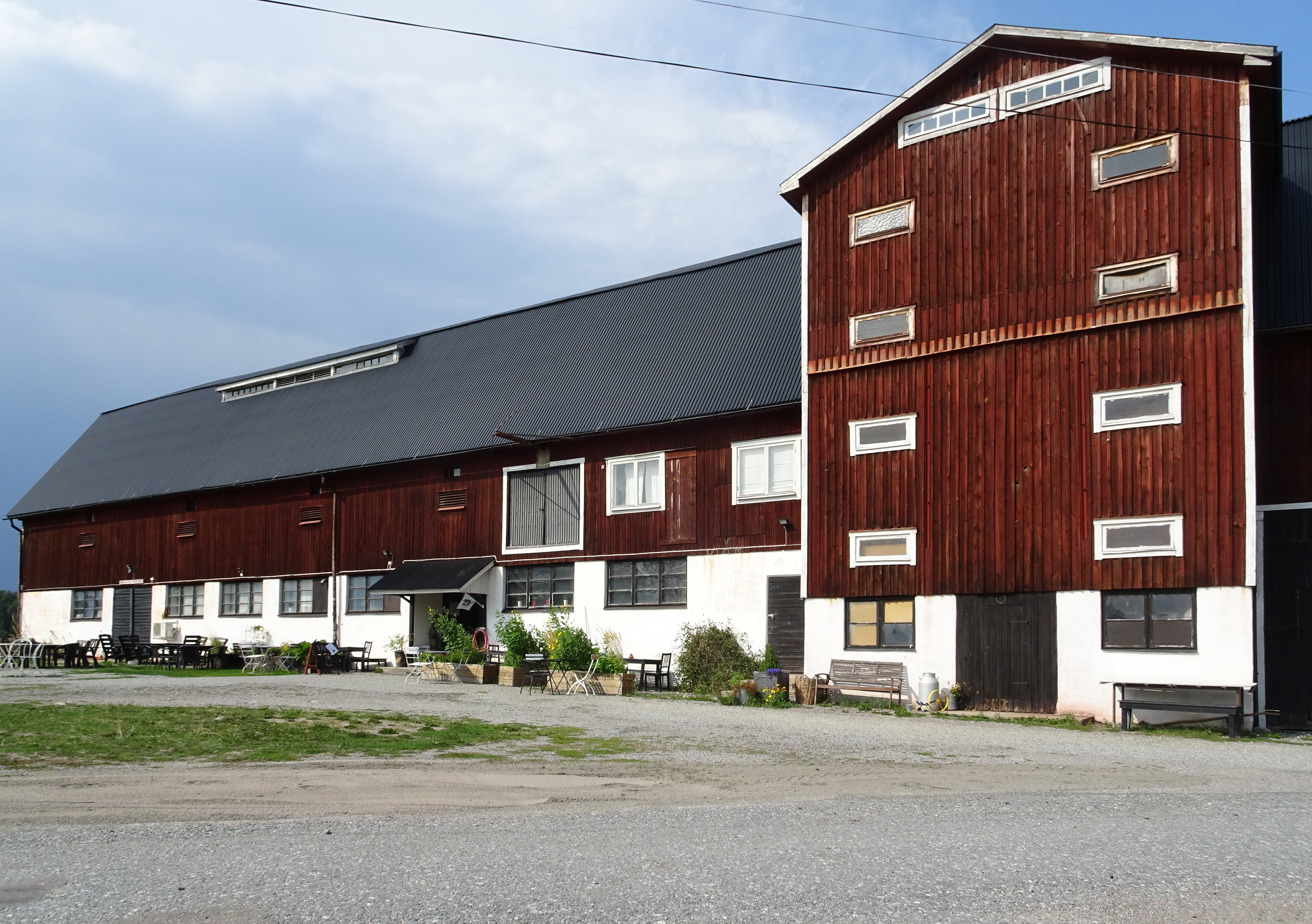
Ladan